# Oblężenie Pensacoli
Oblężenie Pensacoli – epizod wojny o niepodległość Stanów Zjednoczonych, w którym Hiszpanie, dążący do odebrania Wielkiej Brytanii kolonii Floryda Zachodnia, zaatakowali w roku 1781 i zdobyli po długim oblężeniu ufortyfikowane miasto Pensacola.

## Tło konfliktu
Gdy w roku 1779 Hiszpania przystąpiła do wojny z Wielką Brytanią Bernardo de Gálvez, energiczny gubernator hiszpańskiej Luizjany, natychmiast rozpoczął działania zbrojne w celu przejęcia kontroli nad brytyjską kolonią Floryda Zachodnia.  We wrześniu 1779 roku, zajmując Fort Bute, opanował dolne partie doliny rzeki Missisipi, a wkrótce potem przyjął, po bitwie pod Baton Rouge, kapitulację pozostałych sił brytyjskich w tym rejonie. Sukcesem zakończyło się też 14 marca 1780 roku krótkie oblężenie Fortu Charlotte, po którym zajął Mobile.
Następnie Gálvez postanowił uderzyć na stolicę Florydy Zachodniej, ufortyfikowane miasto Pensacola, Do tego celu chciał użyć wojsk sprowadzonych z Hawany, a punktem wyjściowym uderzenia miało być właśnie zdobyte Mobile. Tymczasem do Pensacoli przybyły w kwietniu posiłki brytyjskie, co opóźniło hiszpańską ekspedycję, a gdy flota inwazyjna opuściła wreszcie port przyszedł huragan i rozproszył okręty. W tej sytuacji Gálvez stracił blisko miesiąc na przegrupowanie floty w Hawanie.

## Przygotowania
Po przystąpieniu Hiszpanii do wojny generał John Campbell skoncentrował się na obronie brytyjskiego stanu posiadania na Florydzie, co w praktyce sprowadzało się do żądania uzupełnień i budowy dodatkowych umocnień. Na początku 1781 roku w skład garnizonu Pensacoli wchodziły 16 Regiment Piechoty, batalion 60 Regimentu oraz 7 Kompania z 4 Batalionu Artylerii Królewskiej i 16 Regiment Artylerii. Wspierał je 3 Regiment piechoty z niemieckiego księstwa Waldeck i batalion lojalistów z Marylandu i Pensylwanii.
Oprócz lojalistów Brytyjczyków wspierała znaczna liczba Indian. Po upadku Mobile do Pensacoli przybyło 1100- 1500 wojowników, głównie Czoktawów i Krików, przy czym Krików było więcej. Tuż przed hiszpańskim atakiem w mieście pozostało już tylko 800 Indian, bowiem Campbell, nie zdając sobie sprawy, że atak nadchodzi, odesłał ponad trzystu z nich. W czasie oblężenia w Pensacoli przebywało zaledwie 500 wojowników, a to na skutek zabiegów dyplomatycznych konfederacji Krików Muscogee dążących do „zbalansowania” swej roli w konflikcie, co zaowocowało ofertą zaopatrywania obu stron i tym samym umniejszeniem udziału wojowników w obronie. W tej sytuacji większość Indian po stronie brytyjskiej stanowili Czoktawowie. 
Gálvez otrzymał dokładny opis umocnień w roku 1779, gdy do Pensacoli udał się jeden z jego doradców celem przedyskutowania sprawy zwrotu zbiegłych niewolników, ale w okresie późniejszym Campbell poczynił znaczne zmiany. W skład umocnień Pensacoli na początku 1781 wchodził Fort George, ziemne fortyfikacje zwieńczone palisadą oraz reduty Prince of Wales i Queen's, wzniesione w roku 1780. Ponadto w wejściu do zatoki Campbell umieścił baterię dział, którą nazwano Fort Barrancas Coloradas.
Gálvez zaokrętował się na jednostki floty hiszpańskiej dowodzonej przez komandora José Calvo de Irazabala.  Na siły regularne liczące około 1300 ludzi składały się regiment z Majorki oraz tzw. Regiment z Hiberni, czyli 319 hiszpańskich Irlandczyków, którymi dowodził Arturo O'Neill (późniejszy gubernator Wschodniej i Zachodniej Florydy), a ponadto milicje złożone z mulatów i wolnych Afrokubańczyków. Gálvez zażądał również wsparcia wojsk z Mobile i Nowego Orleanu.

## Oblężenie

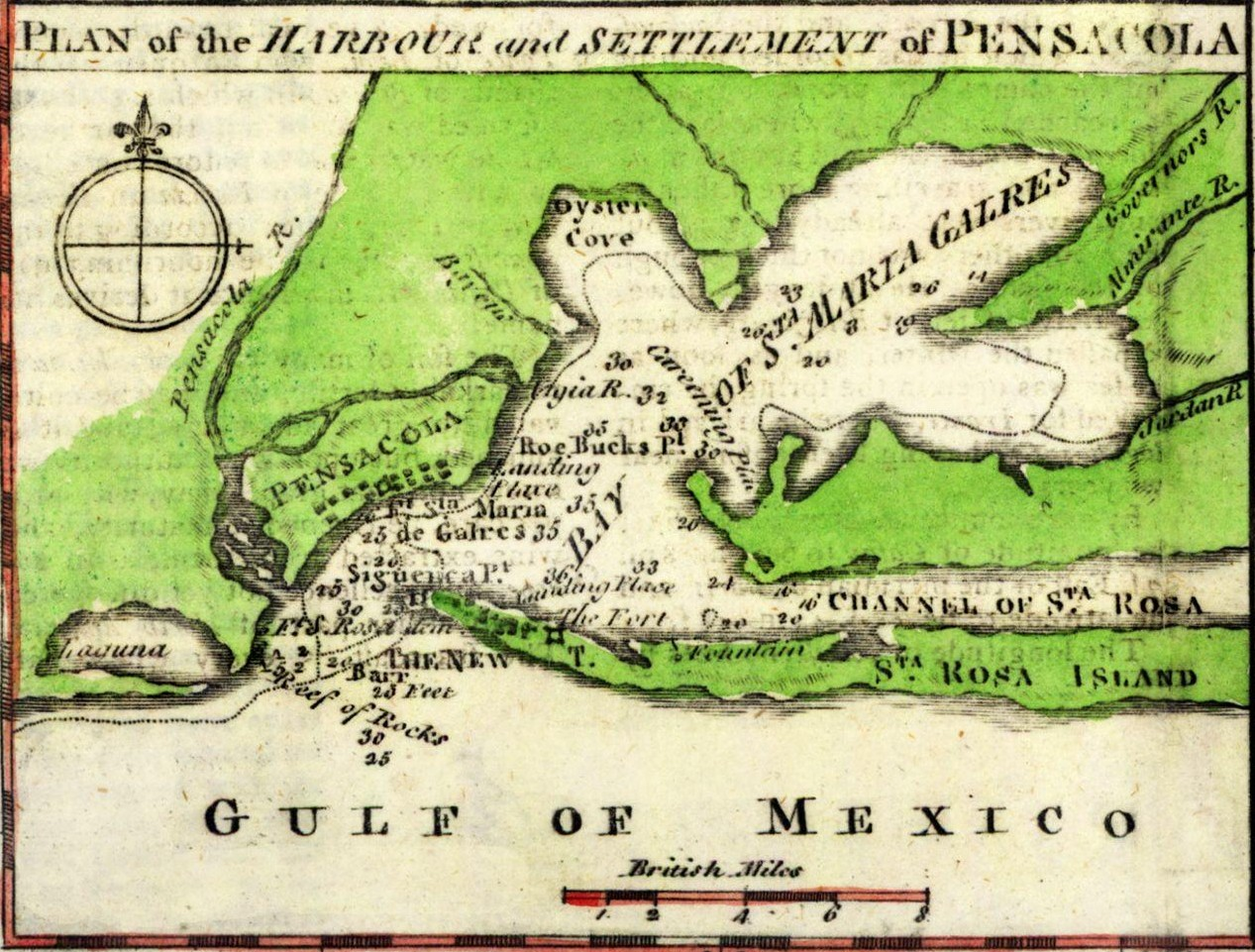
Mapa zatoki Pensacola z roku 1763

Hiszpańska armada ekspedycyjna wypłynęła z Hawany 13 lutego. Po zakotwiczeniu 9 marca floty w pobliżu wejścia do zatoki Pensacola, część oddziałów Gálveza wysadzono na barierowej wyspie Santa Rosa, osłaniającej zatokę od strony otwartego morza. Regiment z Hiberni O'Neilla desantował się na wyspie z baterią brytyjską, zastał ją niebronioną, po czym rozstawił tam kilka dział, które później były używane do trzymania w szachu okrętów przeciwnika w zatoce. 
Wprowadzenie hiszpańskich okrętów do zatoki okazało się – ze względu na mielizny – nadzwyczaj trudne. W tej sytuacji część zaopatrzenia dla wojsk rozładowano u brzegów wyspy Santa Rosa, by zmniejszyć zanurzenie jednostek, ale Calvo, dowódca floty, nie zezwolił na posłanie któregokolwiek okrętu przez kanał wejściowy, bowiem pierwszy – 64-działowy San Ramon – wszedł na mieliznę, a niektóre brytyjskie działa miały zasięg obejmujący ów kanał.
W tej sytuacji Gálvez użył swego autorytetu gubernatora Luizjany i podporządkował sobie te jednostki, które pochodziły z tego terytorium. 18 marca wszedł na pokład okrętu Gálveztown i przepłynął kanałem w głąb zatoki, a za nim podążyły trzy inne jednostki z Luizjany, ostrzelane bezskutecznie przez brytyjskie baterie. Następnie przesłał Calvo szczegółowy opis kanału, a wszyscy dowódcy jego okrętów następnego dnia potwierdzili, że można ów kanał przepłynąć. Calvo jednak, uznawszy że zadanie dostarczenia sił inwazyjnych Gálveza wykonał, podniósł żagle na San Ramon i odpłynął do Hawany.

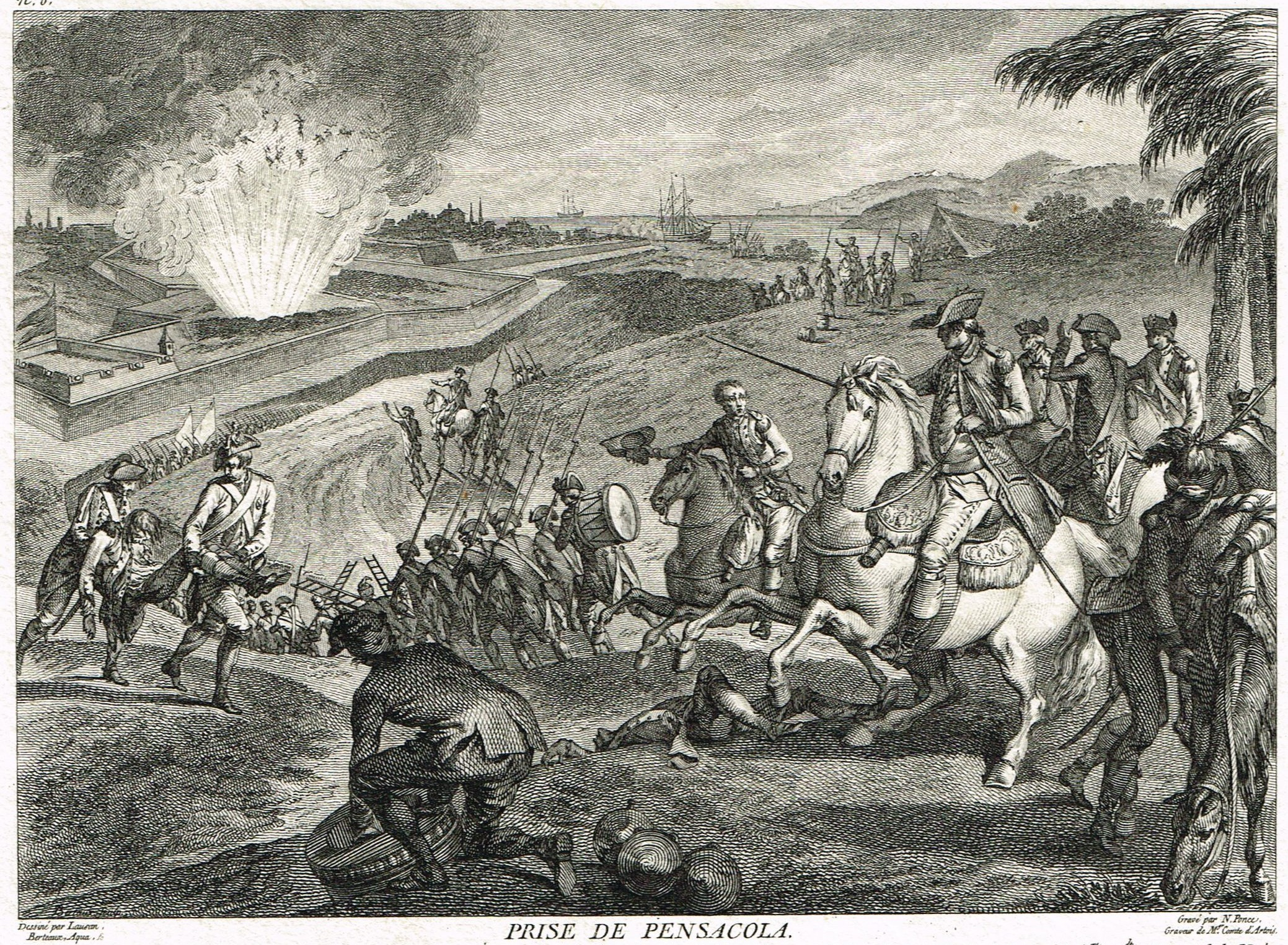
Wybuch magazynu amunicji

24 marca hiszpańskie oddziały rozpoczęły działania zaczepne. O’Neill, który był adiutantem Gálveza, zawiadywał działalnością patroli zwiadu. Po wejściu okrętów do zatoki patrole O’Neilla dokonały desantu na stałym lądzie odpierając, po południu 28 marca atak czterystu Czoktawów. Wkrótce też połączyły się z siłami hiszpańskimi przybyłymi z Mobile.  
W pierwszych tygodniach kwietnia Hiszpanie zapoznawali się z umocnieniami Pensacoli. Najdalej od miasta znajdowała się reduta Crescent; następną była Sombrero, a za nią Fort George. Wojska założyły obóz i zaczęły przygotowywać się do oblężenia. Setki saperów i robotników przenosiły na przyszłe pole bitwy zaopatrzenie i broń. Żołnierze drążyli okopy, sypali szańce i bunkry, a nawet konstruowali krytą drogę, która miała osłaniać przemieszanie się żołnierzy przed nieustannym ostrzałem brytyjskich dział i moździerzy. 12 kwietnia Gálvez, który wyjechał na linię frontu by obejrzeć umocnienia twierdzy, został ranny na skutek wybuchu nieprzyjacielskiego pocisku, więc dowodzenie przejął pułkownik José de Ezpeleta, przyjaciel Gálveza. 
Czoktawowie, chcąc przyjść z pomocą obrońcom Fortu George, zaatakowali 19 kwietnia siły oblężnicze wywołując zamieszanie w hiszpańskich szeregach; tego samego dnia dostrzeżono na wodach Zatoki Meksykańskiej sporą grupę okrętów kierującą się w stronę Pensacoli. W pierwszej chwili podejrzewano, że to brytyjskie posiłki, ale okazało się, że to kombinowana flota hiszpańsko-francuska z Hawany. Dowodzili nią admirałowie José Solano y Bote i François Aymar de Monteil, a na pokładzie jednego z okrętów znajdował się marszałek polny Juan Manuel de Cagigal. Wcześniej do Hawany dotarła informacja o brytyjskiej eskadrze dostrzeżonej koło przylądka San Antonio na zachodnim krańcu Kuby i w obawie, że płynie ona w stronę Pensacoli, wysłano posiłki dla Gálveza. Armada miała 1700 ludzi załogi, a na pokładach było 1600 żołnierzy, co wzmocniło siły hiszpańskie pod Pensacolą i liczyły one teraz 8000 ludzi. Po wysadzeniu wojska Solano zdecydował pozostać, by pomóc Gálvezowi i odtąd obaj dowódcy ściśle współpracowali ze sobą.
Indianie 24 kwietnia po raz kolejny dokonali wypadu i zaskoczyli Hiszpanów. Rannych zostało pięciu ludzi, w tym zaufany O’Neilla podporucznik Felipe O’Reilly. Kolejnego wypadu dokonali 25 kwietnia Anglicy z Fortu Królowej, ale zwiadowcy O’Neilla byli czujni i odparli atakujących. 30 kwietnia hiszpańskie baterie rozpoczęły ostrzał fortyfikacji, co miało być przygotowaniem do generalnego szturmu. Tymczasem nastąpiło załamanie pogody, a 5-6 maja uderzył huragan. Nieco wcześniej flota, w obawie, że wzburzone morze porozbija okręty o brzeg, odpłynęła do Hawany. Armia oblężnicza została zdana sama na siebie. Ulewne deszcze podtopiły okopy, z którego to powodu Gálvez kazał wydać zmokniętym żołnierzom racje alkoholu.
W tym też czasie Gálvez przyjął wodza Krików Tallapoosa, który przybył, by zaoferować dostawy mięsa do hiszpańskiego obozu. Gálvez poprosił go, by porozumiał się z Krikami i Czoktawami wciąż walczącymi po stronie brytyjskiej i wynegocjował zaprzestanie ataków, w zamian za co Hiszpanie mogliby kupować bydło rzeźne także od nich.
8 maja przypadkowe trafienie pocisku moździerzowego spowodowało wybuch prochu w magazynie reduty Crescent. Eksplozja zabiła 57 żołnierzy brytyjskich i zburzyła część umocnień. Ezpeleta, dowodzący w polu, rzucił do szturmu lekką piechotę, a po zajęciu umocnień wciągnął tam i ustawił działa i moździerze, które zaraz otwarły ogien na następne fortyfikacje. Brytyjczycy odpowiadali strzałami z Fortu George, ale Hiszpanie mieli znacznie więcej dział.  
Dwa dni później generał John Campbell, zdając sobie sprawę, że ostatnia linia umocnień nie wytrzyma nieustannego bombardowania, poddał Fort George i redutę Prince of Wales. O godz. 15 nad fortem pojawiła się biała flaga, a Gálvez i Campbell podpisali warunki kapitulacji. Do niewoli poszło ponad 1100 Brytyjczyków. Ich straty wyniosły ponad dwustu zabitych i rannych. Hiszpanie stracili 74 zabitych, 198 było rannych. W ten sposób zakończyło się brytyjskie władanie Zachodnią Florydą, której nowym gubernatorem został – z nominacji Gálveza – O'Neill.

## Rezultaty

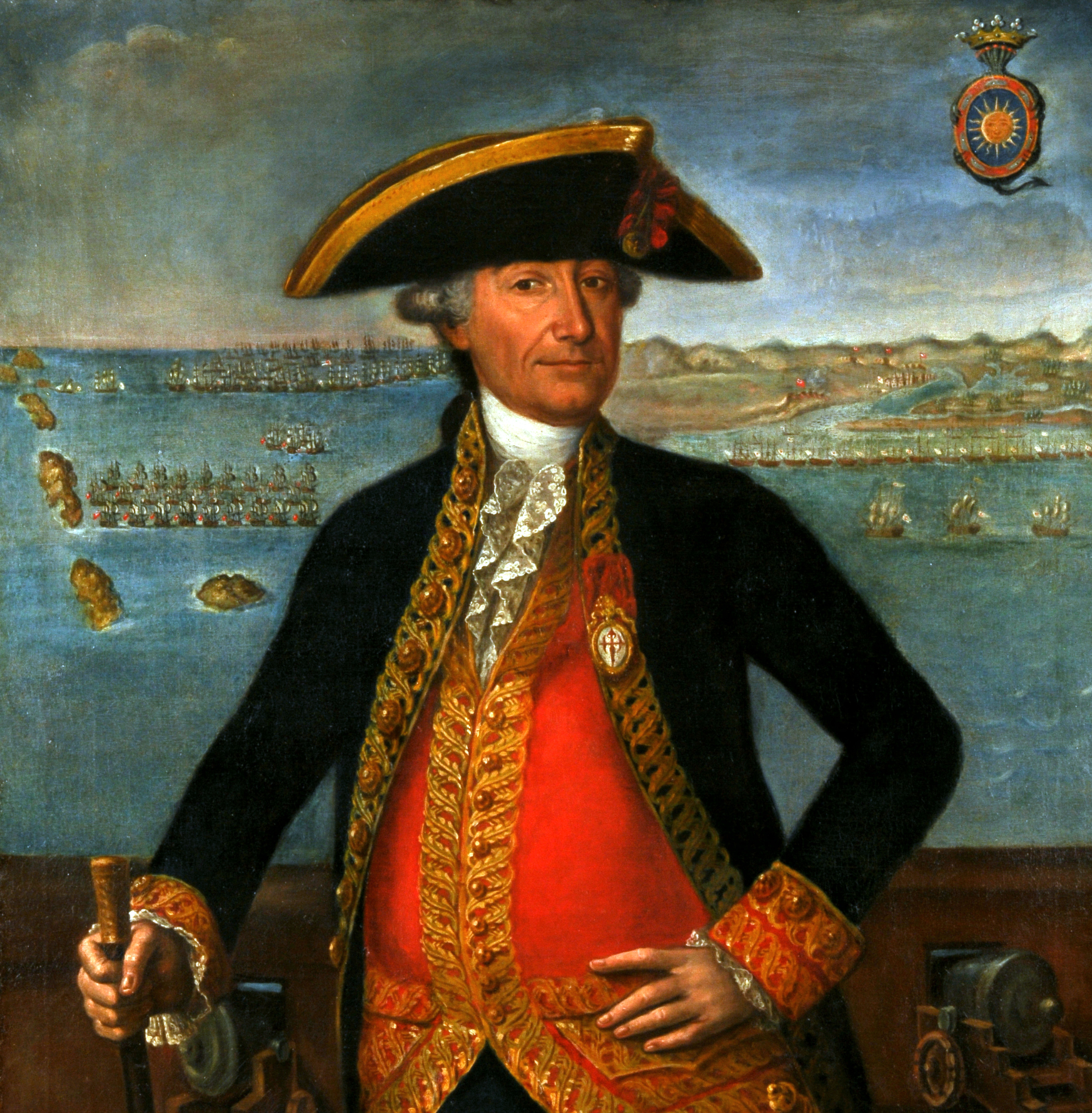
José Solano y Bote

Zgodnie z warunkami aktu kapitulacji w ręce Hiszpanów dostały się, nie licząc brytyjskiego garnizonu, znaczne ilości materiałów wojennych i zaopatrzenia, a także jeden slup wojenny. Gálvez kazał przenieść baterie i umocnienia Fortu Barrancas Coloradas bliżej wejścia do zatoki, a ponadto zbudował dodatkową baterię na wyspie Santa Rosa na wypadek, gdyby Brytyjczycy w przyszłości zamierzali odbić Pensacolę.
Działaniami Krików Tallapoosa Muscogee w czasie oblężenia kierował Alexander McGillivray, handlarz bydłem, półkrwi Anglik. Lojalista i brytyjski pułkownik w czasie amerykańskiej rewolucji, był zdecydowanym, wieloletnim przeciwnikiem amerykańskich prób zajęcia ziem Krików. Wychowany jako Indianin, ale wykształcony w Karolinie Południowej, McGillivray był przez wielu Krików uważany za przywódcę. Brytyjczykom w Pensacoli dostarczał żywności i zorganizował kontyngent Krików, którzy walczyli u boku Brytyjczyków i Czoktawów. W roku 1783 został wodzem odłamu Górnych Krików zamieszkujących nad rzeką Tallapoosa w Alabamie. Jego decyzja o wspieraniu Hiszpanów zaowocowała w roku 1784 zawarciem traktatu z Pensacoli, w którym Hiszpania gwarantowała nienaruszalność terytoriów plemienia. McGillivray, który negocjował postanowienia traktatu, zamieszkał w Pensacoli, gdzie jakiś czas później zmarł.
Hiszpanie przetransportowali brytyjskich jeńców do Hawany, skąd następnie odesłali – w ramach wymiany jeńców – do Nowego Jorku, co wywołało protesty Amerykanów. Takie wymiany jeńców były jednak w tamtych czasach powszechnie praktykowane, a Gálvez zrobił to, by uwolnić hiszpańskich żołnierzy i marynarzy przetrzymywanych w nieludzkich warunkach na brytyjskich statkach więziennych.
W Hawanie, dokąd armia wróciła 30 maja, Gálveza i jego żołnierzy witano jak bohaterów. Król Karol III awansował Gálveza na stopień generała-porucznika. Mianował go jednocześnie gubernatorem Florydy i Luizjany. Zgodnie z królewską decyzją, za odważne wpłynięcie do zatoki Pensacola, Gálvez mógł umieścić na swej tarczy herbowej słowa: „Yo Solo”.  
Admirał José Solano y Bote za wspieranie Gálveza został wynagrodzony przez króla tytułem markiza del Socorro. Portret Solany z zatoką Pensacola w tle obrazuje te wydarzenia. Prezentowany tu obraz znajduje się w Museo Naval w Madrycie, a zdobyta flaga brytyjska w Muzeum Armii Hiszpańskiej w Toledo.